# Послание к Обуховичу
Послание к Обуховичу (бел. Ліст да Абуховіча) — сатирическое произведение на западнорусском языке, написанное летом 1656 года предположительно шляхтичем Киприаном Камунякой, по случаю падения Смоленска в 1654 году во время русско-польской войны.
Сатира произведения направлена на смоленского воеводу Филиппа Обуховича, которого автор обвинил в предательстве, усилении феодального гнёта при введении новых податей для крестьян, в аморальности, продажности и бездарности в военном деле.

## Предыстория
Филип Обухович возглавил оборону Смоленска в 1654 году, но после долгой осады вследствие измены наемного немецкого войска сдал город русским войскам. Гарнизон в 6 тысяч солдат, напрасно ожидая помощи войск Речи Посполитой, не смог выдержать четырехмесячной осады и натиска 25-тысячной армии противника. Несмотря на вышеперечисленные обстоятельства, Филиппа Казимира обвинили в измене.
Летом 1655 года, когда суд сейма начал рассматривать дело о «смоленской измене», но в результате заступничества за него Павла Яна Сапеги и короля рассмотрение дела об измене было отложено, и Филиппу Казимиру Обуховичу предоставили возможность оправдать свою честь и репутацию в бою. Будучи полковником войска литовского, принял участие в осаде Варшавы, оккупированной шведами. Командуя полком в составе войск Сапеги, дошёл с боями до Бреста, но вскоре заболел и умер. Реабилитация Обуховича состоялась в 1658 году.